# Stare Miasto (Sarajewo)

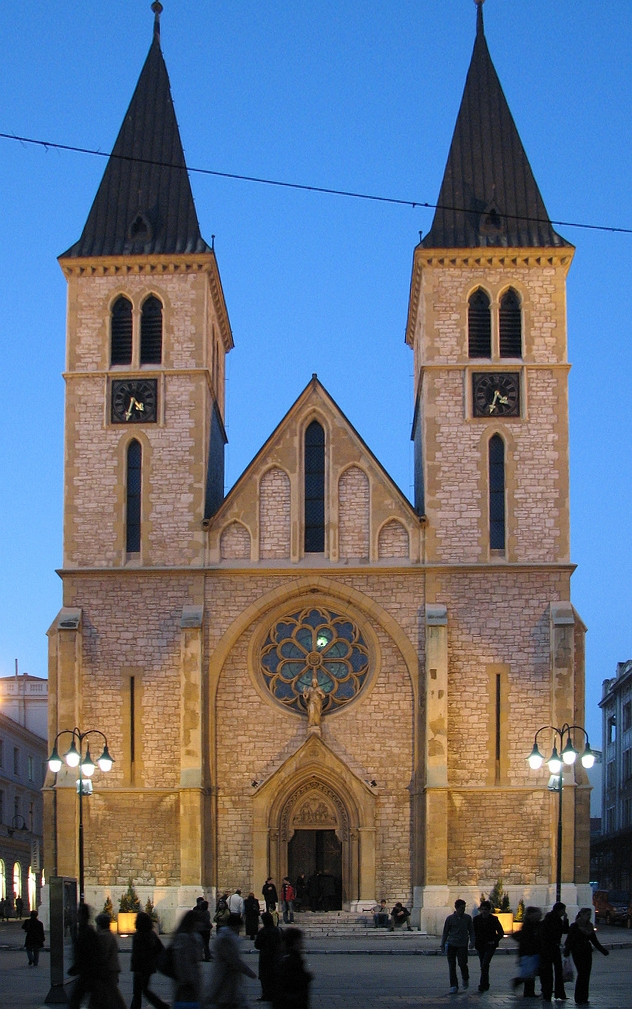
Katedra Serca Jezusowego w Sarajewie

Stare Miasto w Sarajewie – dzielnica stolicy Bośni i Hercegowiny Sarajewa położona w jego wschodniej części. Jest najstarszą i najważniejszą w kontekście historycznym częścią miasta. Sercem obszaru jest rejon rynku, gdzie w XV wieku Turcy założyli miasto.
Stare Miasto pełne jest zabudowań religijnych i unikatowych przykładów architektury bośniackiej. We wschodniej części dzielnicy widoczne są wpływy tureckie natomiast zachodnia część charakteryzuje się nurtami architektonicznymi i kulturalnymi z Austro-Węgier. Populacja dzielnicy nieznacznie przekracza 50000 osób co czyni ją najmniej zaludnioną z czterech gmin tworzących Sarajewo.
Osią dzielnicy jest ciąg ulic Ferhadija – Sarači. Wśród głównych atrakcji Starego Miasta można wymienić katedrę Serca Jezusowego, synagogę, targ Baščaršiję, Begovą džamiję, medresę Seldžukiję oraz inne, liczne obiekty zabytkowe. Na południowych obrzeżach Starego Miasta nad rzeką Miljacką znajduje się miejsce dokonania zamachu na Franciszka Ferdynanda Habsburga – wydarzenie to stało się pretekstem wybuchu I wojny światowej.